# 베르너 베스트

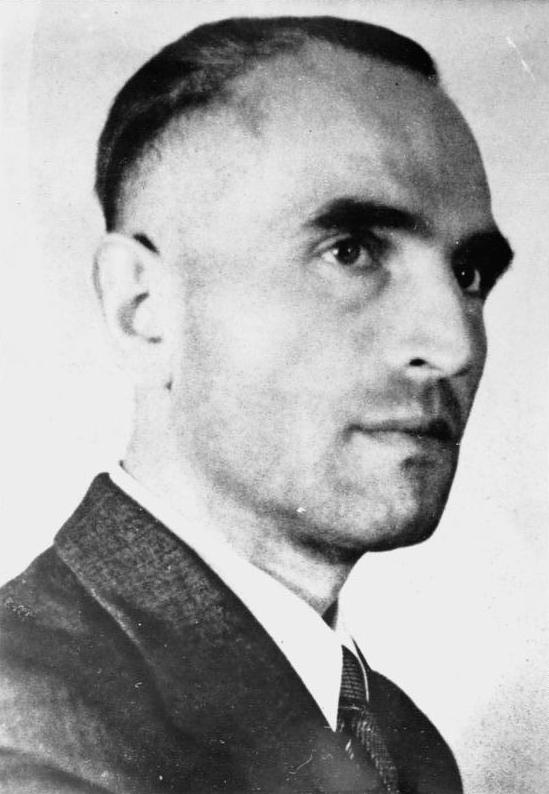
베르너 베스트

베르너 베스트(Werner Best, 1903년 7월 10일 ~ 1989년 6월 23일)는 독일의 법학자, 경찰청장, 친위대 대장으로, 헤센과 다름슈타트에서 나치의 지도자로 활동하였다. 베스트는 제2차 세계 대전 당시, 독일 지배하에 있던 프랑스와 덴마크에서 민간 통치자로 근무한 바 있다.

## 제2차 세계 대전 초기
1939년에서 1940년까지 베스트는 SS대장이었으며, 제국보안본부 (Reichssicherheitshauptamt, 또는 RSHA) 내에서 SS게슈타포의 간부, 라인하르트 하이드리히의 보좌관이었다. 베스트는 나치 유대인 정책에서 가장 중요한 기구인 RSHA의 발전을 책임지는 인물 중 한 명이었다.
한 문헌에 따르면 베르너 베스트는 1939년 권력 투쟁에 실패하여 잠시동안 베를린을 떠났다.
1940년, 베스트는 프랑스 주둔의 독일 군사 본부에서 민간인 행정 인사로 임명받았으며, 1942년까지 이 역할을 수행하였다.
1942년 11월 전보 사태 이후 베스트는 덴마크에서 제3제국의 전권 대사(Reichsbevollmächtigter)로 활동하였다. 그는 크리스티안 10세 왕으로부터 신임을 받았는데, 크리스티안 10세는 나치 독일 점령 지역의 다른 우두머리들과는 다르게 덴마크 의회, 내각, 왕실을 갖추었던 권력을 가진 인물이었다. 베스트는 이 역할을 맡으면서 덴마크 지역의 민간 정사를 지휘하였으며, 1943년 8월 29일 관료들이 독일 행정 지휘를 목적으로 임명되는 것이 공표된 이후에도 1945년 전쟁이 끝나기 전까지 계속 직위를 유지하였다.
베스트는 독일과 덴마크의 관계가 우호적으로 이어지기를 바랐는데, 덴마크가 나치 유럽의 좋은 표본이 될 수 있다고 생각했기 때문이다. 이때문에 결과적으로 독일에게 점령받던 다른 지역과 비교할 때, 덴마크의 환경은 나아지게 되었다. 베스트는 덴마크 정부가 몰락할 때까지 유대인에게 형벌을 가하는 것에 대해서는 열성이 없는 반응을 보였다.